# Salto nel vuoto
Salto nel vuoto is een Italiaanse film van Marco Bellocchio die werd uitgebracht in 1980.

## Samenvatting
Mauro Ponticelli is een rechter van middelbare leeftijd. Hij heeft het ontzettend druk met zijn job. Hij is vrijgezel en woont samen met zijn oudere zuster Marta die hem heeft opgevoed. Hij verdraagt minder en minder zijn afhankelijkheidsrelatie met haar. Marta wordt wat labieler sinds ze in de menopauze is. Ze heeft te kampen met psychische problemen en ze heeft suïcidale fantasieën. Dat houdt Mauro erg bezig en hij probeert dan ook zijn zuster af te schermen van de buitenwereld. Toch vreest hij dat ze aan zijn controle zal ontsnappen. 
Mauro brengt zijn zuster in contact met Giovanni Sciabola, een jong acteur met een strafblad die eerder een vrouw tot zelfmoord heeft gebracht. Hij hoopt stiekem dat Giovanni hetzelfde met Marta zal doen, en dit vooraleer zij helemaal krankzinnig wordt. 
Marta kan echter goed opschieten met Giovanni en ze trekken veel met elkaar op. Mauro wordt jaloers  

## Rolverdeling
| Acteur                    | Personage         |
| ------------------------- | ----------------- |
| Michel Piccoli            | Mauro Ponticelli  |
| Anouk Aimée               | Marta Ponticelli  |
| Michele Placido           | Giovanni Sciabola |
| Gisella Burinato          | Anna              |
| Anna Orso                 | Marilena          |
| Antonio Piovanelli        | Quasimodo         |
| Piergiorgio Bellocchio JR | Giorgio           |